# Energie potențială
Energia potențială este energia unui sistem fizic, dependentă numai de poziția sau configurația diferitelor părți ale sistemului. Acest potențial poate fi convertit în orice altă formă de energie, de exemplu în energie cinetică și poate efectua lucru mecanic într-un proces.
Unitatea de măsură a energiei potențiale în SI este Joule (simbol J).
Energia potențială este energie de poziție sau energie de configurație. Energia potențială a unui corp apare când acesta interacționează cu alte obiecte din jurul său prin gravitație, legături chimice sau forțe electrice. Este caracteristică câmpurilor de forțe conservative, unde există suprafețe echipotențiale, la egală distanță de originea centrului de forță. Câmpurile conservative sunt caracterizate de o integrală curbilinie independentă de drum.
Un obiect cu energie potențială are capacitatea de a efectua lucru mecanic. Termenul energie potențială a fost introdus în secolul al 19-lea de inginerul și fizicianul scoțian William Rankine.

## Exemple de energie potențială
- energia dintre două mase care se atrag gravitațional [1] sau energia potențială a unei coloane de fluid datorată gravitației;
- energia de poziție într-un câmp de forțe inerțial (de exemplu forțe centrifuge);
- energia de deformare elastică;
- energia unui câmp electrostatic;[1]
- energia unui câmp magnetic magnetostatic;
- energia chimică - de legătură a electronilor (de valență) în atomi și legături chimice;
- energia de legătură a nucleelor atomice
- energia osmotică.[necesită citare]

### Energia potențială gravitațională
Formula energiei potențiale gravitaționale este:
{\displaystyle E_{p}=G\centerdot h=m\cdot g\cdot h}
unde
m - masa corpului
g - accelerația gravitațională
h - înălțimea față de nivelul de referință considerat 0

## Teorema de variație a energiei într-un sistem conservativ
Variația energiei potențiale a unui corp este egală cu opusul lucrului mecanic efectuat de rezultanta forțelor conservative care acționează asupra corpului respectiv, în mișcarea respectivă.
Lucrul mecanic al forțelor conservative este:
{\displaystyle L_{Fc}=-\Delta E_{p}}
unde Ep este energia potențială.

## Bariera de potențial

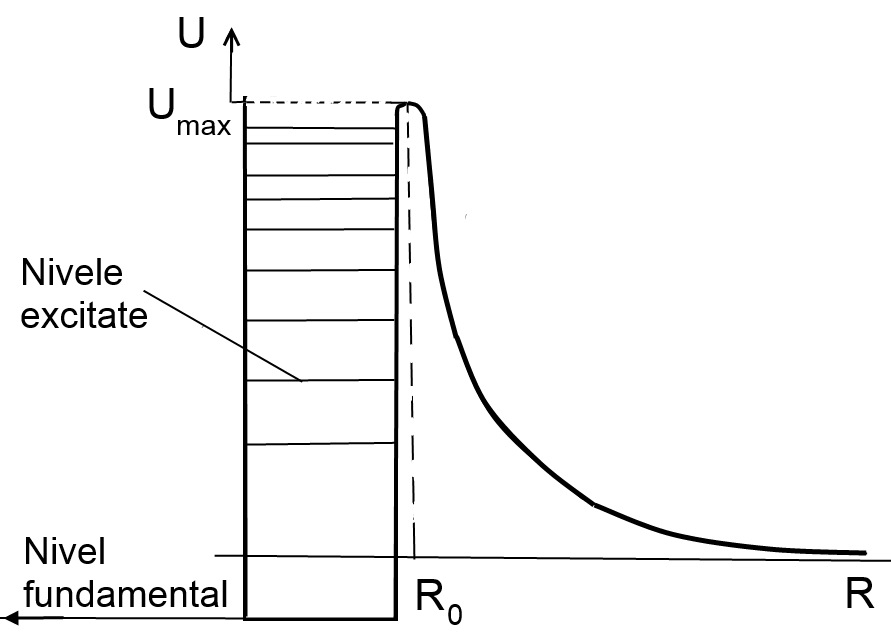
Barieră de potențial

Bariera de potențial este un domeniu de separație între alte două domenii în care energia potențială a unei particule este mai mare decât cea corespunzătoare domeniilor laterale.
În particular, această situație se întâlnește în jurul nucleelor atomice în care, pentru distanțe r < R0, forțele nucleare de atracție creează un potențial negativ, iar pentru r > R0, acționează forțele coulombiene de respingere pentru orice particulă încărcată pozitiv.
În concepția clasică, dacă energia E a unei particule este mai mică decât înălțimea Umax a barierei de potențial, ea nu o poate străbate căci impulsul acesteia în interiorul barierei ar avea o valoare imaginară.
Într-adevăr:
{\displaystyle E\equiv T+U_{max}={\frac {p^{2}}{2m}}+U_{max},}
de unde:
{\displaystyle p={\sqrt {2m(E-U_{max})}};}
deci pentru E < Umax, p este imaginar.
În mecanica cuantică există o probabilitate diferită de zero ca o microparticulă să treacă prin bariera de potențial, chiar dacă energia acesteia este mai mică decât înălțimea barierei (Efect tunel).